# Kustbevakningsfartyg 001-serien

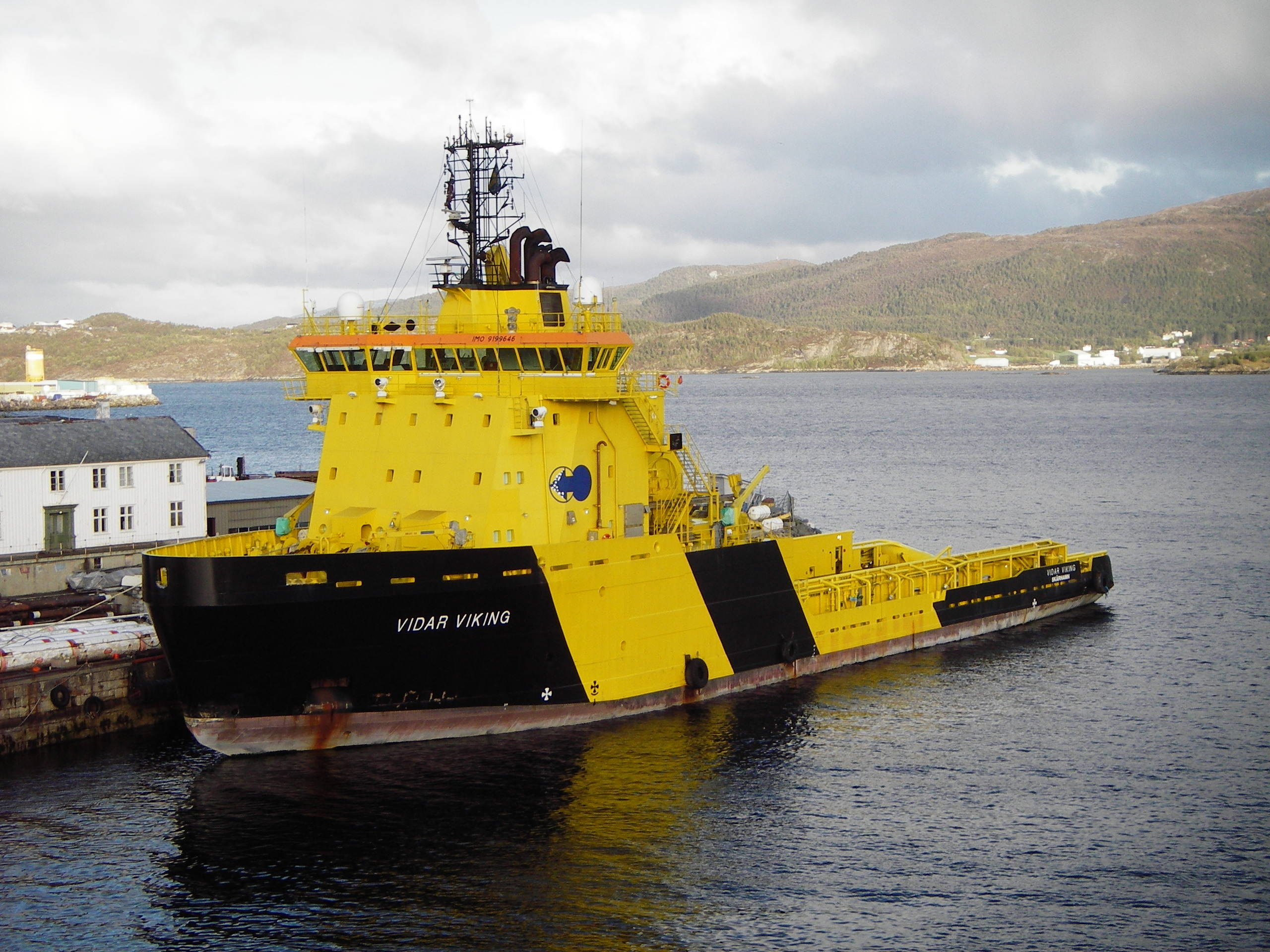
Vidar Viking, ett av fartygen ur Viking-klassen.

Kustbevakningsfartyg 001-serien betecknar en klass med svenska fartyg, som av Kustbevakningen anges som kombinationsfartyg. Det betyder att de är avsedda såväl för övervakings- som för miljöskyddsuppgifter. Klassen består av tre fartyg byggda på varvet Damen Galați i Galați i Rumänien. KBV 001 Poseidon och KBV 002 Triton levererades under 2009, och KBV 003 Amfitrite den 5 maj 2010. Fartygen är de största fartygen som funnits i kustbevakningens flotta. Fartygen har samma uppgifter som Kustbevakningens övriga kombinationsfartyg, men skiljer sig från dessa framför allt eftersom bogserkapaciteten är mycket större, 100 ton. Detta skall räcka för att fånga och hålla ett tankfartyg på 150 000 ton i storm. Drygt 1,1 miljard kronor har Kustbevakningen fått i anslag för att bygga fartygen.

## Bakgrund och tillkomst
Den 12 februari 2004 gav regeringen Kustbevakningen och Sjöfartsverket i uppdrag att gemensamt utreda förutsättningarna för att gemensamt kunna nyttja de tre fartygen ur Vikingklassen. Dessa fartyg ägs privat och används främst som offshorefartyg i Nordsjön. Genom ett avtal med Sjöfartsverket kan de dock även användas som isbrytare vid svåra vintrar. På grund av att fartygen bland annat har mycket stor bogseringskapacitet ville man utreda om det gick att anpassa Viking-klassen så att de motsvarade kraven som Kustbevakningen angett för de nya fartyg som ville anskaffa.
I rapporten från Kustbevakningen och Sjöfartsverket angav man att Viking-klassen i allt väsentligt uppfyllde specifikationerna. Man skulle dock behöva anpassa fartyget något, exempelvis utrusta dem med ett laboratorium för provanalyser, ett fiskerikontrollrum med mera. Anpassningen skulle ta cirka sex månader och kostnaden beräknades till cirka 85 miljoner per fartyg. Trots denna anpassning hade Vikingfartygen emellertid egenskaper som negativt skulle påverka de operativa konsekvenserna för Kustbevakningen. Bland annat var dessa större än kraven för de nya fartygen, och det större djupgåendet skulle begränsa möjligheten att gå in i vissa hamnar, samt genomföra kustnära operationer.
Enligt uppdraget från regeringen skulle Sjöfartsverket och Kustbevakningen även undersöka möjligheterna att köpa fartygen i Viking-klassen av företaget som ägde dem. Detta kunde emellertid aldrig undersökas då företaget angav att en försäljning inte var aktuell. För att kunna utnyttja fartygen var det enda alternativet att leasa dem, vilket under fartygens livslängd visade sig vara betydligt dyrare än att anskaffa nya fartyg. Sammantaget ansåg regeringen att byggande av nya fartyg var ett bättre beslut än att använda sig av Vikingfartygen.
I december 2007 beslutade EU att bidra med 14,6 miljoner euro för förstärkning av den svenska fiskerikontrollen under en fyraårsperiod från och med 2008. Dessa pengar användes i första hand till finansiering av 001-serien. De nya fartygen avsågs kunna ge bättre möjligheter att genomföra bordningar till sjöss.

### Beställning
När beställningen gjordes år 2005 bestod den av två fartyg med option på ett tredje. Under hösten år 2007 beslutade regeringen att även det tredje fartyget skulle byggas.

### Konstruktion och byggnad
Företaget som ansvarade för konstruktionen och bygget av fartygen var det nederländska Damen Shipyards. Fartygen konstruerades hos dotterbolaget Damen Schelde Naval Shipbuilding i Vlissingen, Nederländerna. De byggdes på varvet Damen Galați i Galați, Rumänien, som ligger vid Donau.
Under bygget fanns personal från Kustbevakningen på plats vid varvet för kvalitetssäkring, vilket grundade sig både på krav från klassningssällskapen och verkets egna specifikationer.

## Utformning

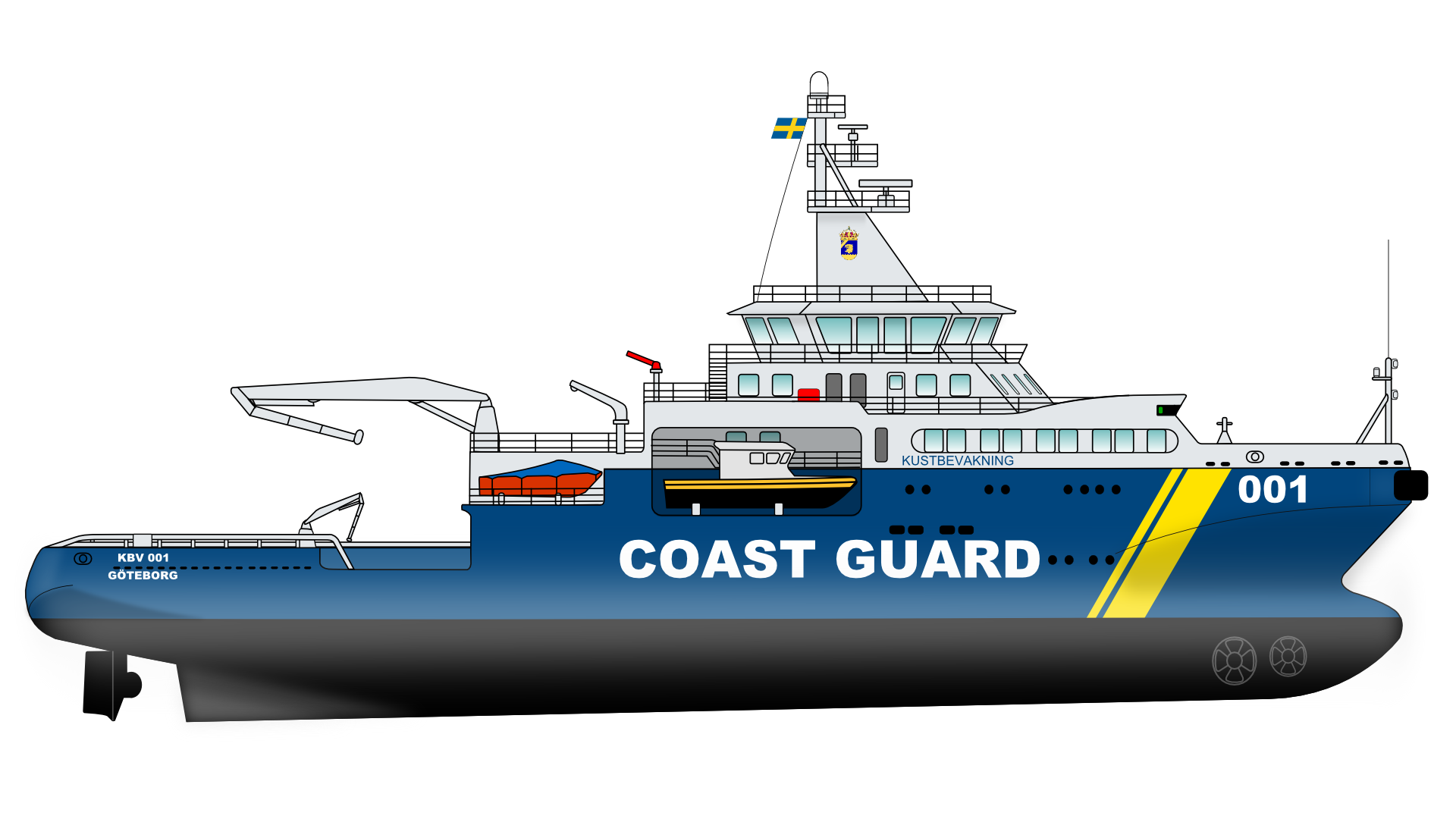
Ritning av fartygen

### Maskineri
Huvudmaskineriet är dieselelektriskt och består av fem huvudgeneratorer av märket Caterpillar som strömförsörjer två propellermotorer av märket Rolls-Royce. Inga roder används, istället sitter propellrarna i dysor som kan roteras för att svänga fartygen. För elkraftsproduktion i hamn används en mindre generator och för nödkraft finns en nödgenerator. Maskineriets effekt är totalt 9 000 kW, på grund av förluster kan emellertid endast 6 600 kW utnyttjas i propellrarna. I fören finns två sidopropellrar varav en kan sänkas ned och roteras för att driva fartygen i valfri riktning. Fartygen är utrustade med dynamisk positionering, vilket innebär att de kan ligga helt stilla i vattnet utan att behöva ankra.

### Utrustning
Fartygen är utrustade för sjö- och fiskeriövervakning samt miljöskydd. För brandbekämpning finns vatten och skumkanoner och för räddning av nödställda finns bland annat ett räddningsnät och två MOB- (Man Over Board) båtar. Ombord medförs även en arbetsbåt.

### Inredning
I fartygen finns en ledningscentral för räddningsoperationer, sjukhytt, förhörsrum, rum för fisksortering med laboratorium med mera.

## Fartyg
001-serien består av tre fartyg. Dessa är följande:
| Fartyg            | Stationeringsort | Beställd        | Kölsträckt   | Sjösatt          | Levererad        |
| ----------------- | ---------------- | --------------- | ------------ | ---------------- | ---------------- |
| KBV 001 Poseidon  | Göteborg         | 1 december 2005 | 28 mars 2007 | 20 februari 2008 | 1 juni 2009      |
| KBV 002 Triton    | Slite            | 1 januari 2005  | 29 maj 2007  | 14 augusti 2008  | 10 december 2009 |
| KBV 003 Amfitrite | Karlskrona       | 19 april 2007   |              | 19 maj 2009      | 5 maj 2010       |

### KBV 001Poseidon

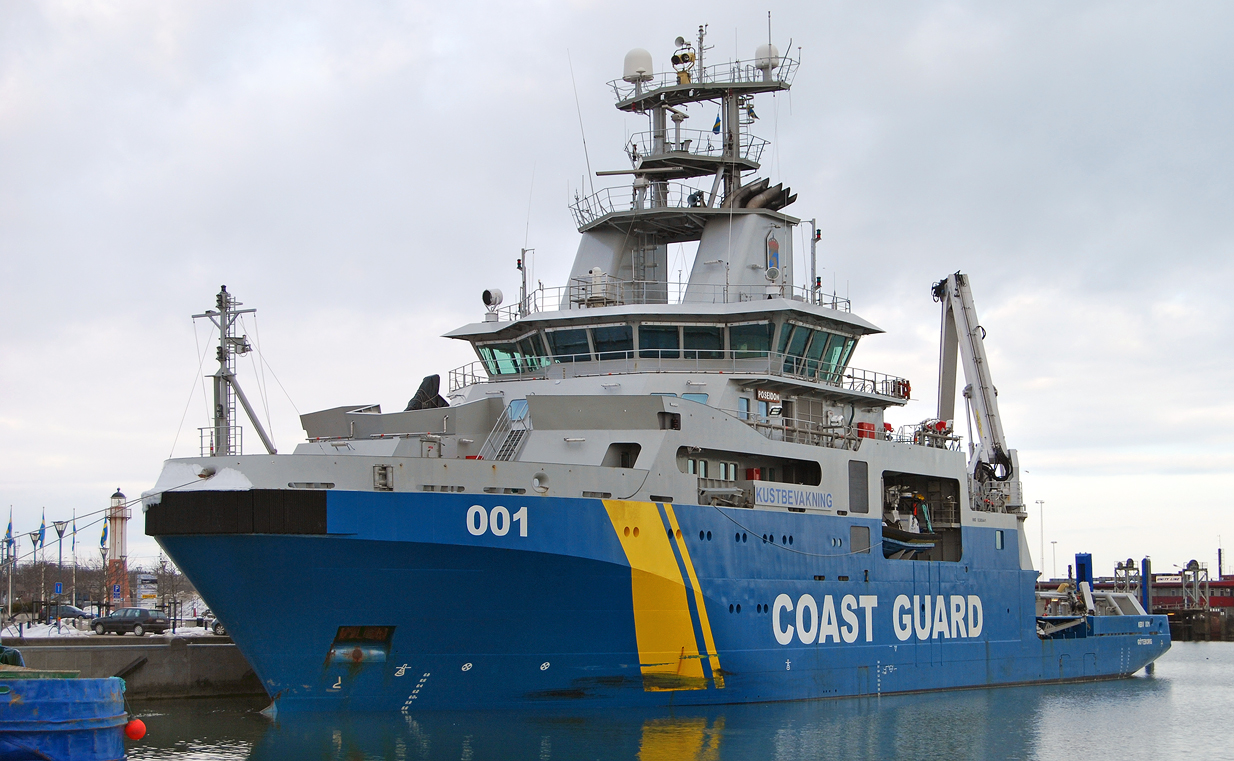
Poseidon i Ystad, mars 2013

KBV 001 Poseidon levererades den 1 juni 2009. Under första halvan av juni påbörjades hemresan, med stopp på Malta och i Rotterdam. Den 7 juli ankom fartyget till sin hemmahamn Göteborg. Under sommaren utfördes tekniska justeringar på Cityvarvet och den 21 augusti döptes fartyget. I oktober 2009 besökte fartyget Stockholm och Slite.
Mellan 1 juni och 31 augusti 2015 tjänstgjorde fartyget KBV 001 Poseidon i Medelhavet i Frontex operation Triton.
Under dessa tre månader genomförde besättningen 22 räddningsinsatser och räddade totalt 5295 personer.

### KBV 002Triton

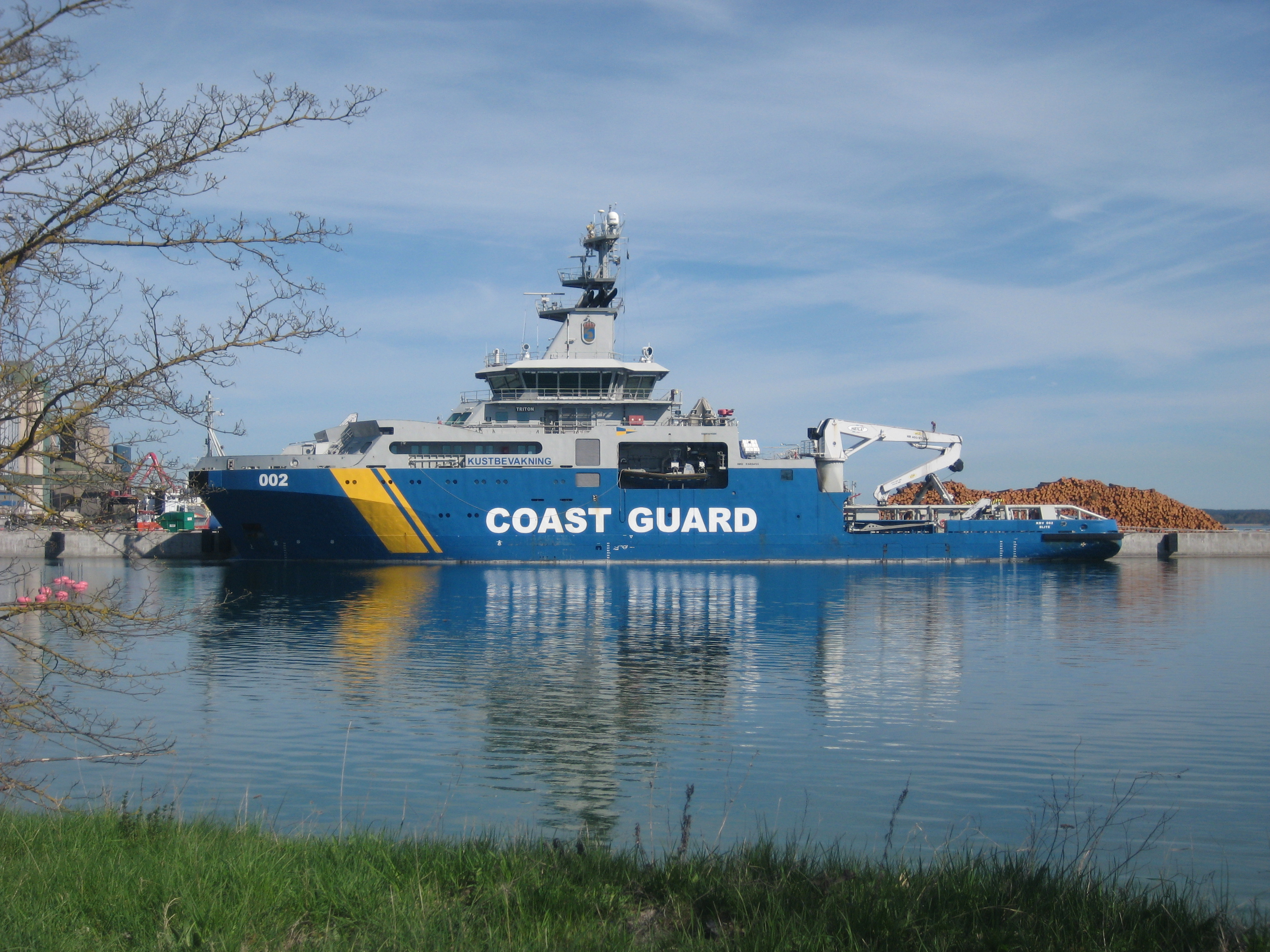
Triton i Slite hamn 2018

KBV 002 Triton överlämnades efter rejäla förseningar till Kustbevakningen den 10 december 2009. Tre dagar senare avgick fartyget mot Valletta på Malta, där man stannade till efter nyår. Den 21 januari ankom fartyget till Visbys hamn. Fartygets hemmahamn är egentligen Slite på Gotland, men då kajerna där användes för projektet Nord Stream kom KBV 002 att baseras i Visby under de första åren.

### KBV 003Amfitrite

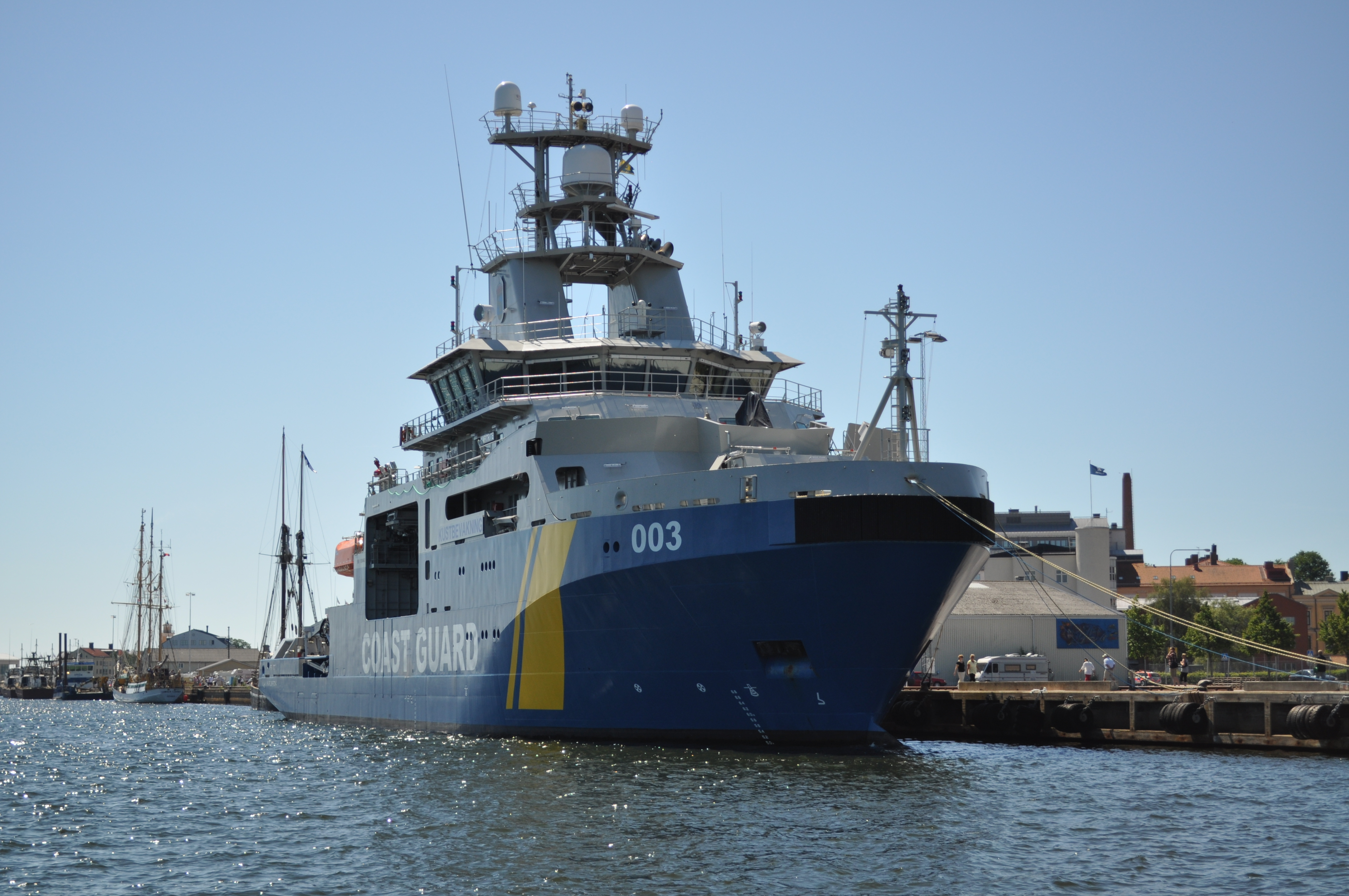
Amfitrite år 2010.

Onsdagen den 5 maj 2010 klockan 10:00 svensk tid hissades den svenska flaggan på KBV 003 Amfitrite och den 3 juni kom fartyget för första gången till sin hemmahamn Karlskrona.
Fartyget välkomnades av Kalmar läns landshövding, Sven Lindgren, och namngavs och lyckönskades av fartygets gudmor, Kustbevakningens dåvarande generaldirektör Judith Melin.
Den 20 oktober 2010 närvarade fartyget i Helsingborg med anledning av 200-årsminnet av att Jean Baptiste Bernadotte landsteg i Helsingborg. Den svenska kungafamiljen turade då med fartyget till Helsingör.
Vid de misstänkta sabotagen mot gasledningarna Nord Stream 1 och 2 i september 2022 var Amfitrite ett av fartygen som medverkade från den svenska kustbevakningen.
Fartyget Amfitrite fick nyttjandeförbud under hösten 2024 ett tag då underhållet var eftersatt och låg då på varv en tid för åtgärder.

## Kritiserad insatsberedskap
2011 kritiserade TV-programmet Uppdrag granskning den bristande insatsberedskapen av fartygen för nödbogsering.
 Som orsak angavs främst att Kustbevakningens personal till vardags inte utför bogseruppdrag och därför har för dålig praktisk erfarenhet och rutin för att kunna utföra nödbogsering i dåligt väder. Programmet uppgav att nödbogsering aldrig har övats under realistiska förhållanden, framför allt inte med stora fartyg i dåligt väder. Av juridiska skäl får Kustbevakningen inte utföra kommersiell bogsering annat än i nödsituationer för att inte konkurrera med bogserföretagen.